# Ласточкина, Прасковья Ивановна
Праско́вья Ива́новна Ла́сточкина (20 февраля 1922, Шудасола, Советский район или Советский район — 2 июля 2014, Семёновка, Марий Эл) — марийская советская вышивальщица. Вышивальщица Йошкар-Олинской фабрики «Труженица» (1950—1982). Почётный гражданин Йошкар-Олы (1968). Член КПСС с 1953 года.

## Биография
Родилась 20 февраля 1922 года в деревне Шудасола ныне Советского района Марий Эл в крестьянской семье.
Окончила 7-летнюю школу в родной деревне, в 1940 году — профтехшколу имени 8 марта в Йошкар-Оле. По окончании профтехшколы была направлена в промартель «Трудовик» Ронгинского района Марийской АССР в качестве инструктора по вышивке. Затем работала заведующей фермой в родной деревне. После 6-месячных курсов  её назначили инструктором в Ронгинский райком ВЛКСМ. Через 1,5 года уехала к мужу на Дальний Восток.
В 1950 году вернулась в Йошкар-Олу. В 1950—1982 годах — вышивальщица Йошкар-Олинской фабрики «Труженица» (цех № 2). В своей работе продолжила традиции древнего искусства марийской национальной вышивки. Является участницей 12 международных выставок, в том числе Всемирной выставки в Брюсселе в 1958 году. Выйдя на заслуженный отдых, работала мастером по надомному труду.
В 1953 году вступила в КПСС, несколько созывов была членом Йошкар-Олинского горкома и пленума Марийского обкома КПСС. В 1964 году была избрана членом пленума ЦК Профсоюза коммунально-бытового обслуживания.
В 1968 году присвоено звание «Почётный гражданин Йошкар-Олы». В 1977 году она стала заслуженным работником бытового обслуживания Марийской АССР. Награждена орденом «Знак Почёта» и Почётной грамотой  Президиума Верховного Совета Марийской АССР.
Ушла из жизни 2 июля 2014 года в селе Семёновка, Марий Эл.

## Признание
- Заслуженный работник бытового обслуживания Марийской АССР (1977)[1][4]
- Почётный гражданин Йошкар-Олы (1968)[1][3]
- Орден «Знак Почёта» (1966)[1][4]
- Медаль «В ознаменование 100-летия со дня рождения Владимира Ильича Ленина»[4]
- Почётная грамота Президиума Верховного Совета Марийской АССР (1957)[1][4]

## Память
Авторские работы вышивальщицы П. И. Ласточкиной хранятся в фондах Национального музея Республики Марий Эл имени Т. Евсеева и Музея истории Йошкар-Олы, где экспонируются на различных выставках.